# Erika Netzer
Erika Netzer (Sankt Gallenkirch, 23 giugno 1937 – San Gallo, 30 novembre 1977) è stata una sciatrice alpina austriaca.

## Biografia

### Stagioni 1957-1960
Sciatrice polivalente originaria del Montafon, Erika Netzer debuttò in campo internazionale in occasione del trofeo Hahnenkamm 1957 (Kitzbühel, 19-20 gennaio), dove si classificò 15ª nella discesa libera, 14ª nello slalom speciale e 13ª nella combinata, e nel 1958 vinse la discesa libera e il Gornergrat Derby all'Otto Furrer Memorial (Zermatt, 14-16 marzo), dove si piazzò anche 3ª nella combinata. Nel 1959 al trofeo Arlberg-Kandahar (Garmisch-Partenkirchen, 5-7 febbraio) vinse la discesa libera e fu 3ª nella combinata; nel prosieguo della stagione s'impose nella discesa libera e nella combinata disputate a Cortina d'Ampezzo (14-15 febbraio), nella discesa libera e nella combinata del Grand Prix du Chamonix (Chamonix, 20-21 febbraio), nello slalom gigante del Grand Prix du Savoie (Courchevel/Méribel, 8-10 aprile) e il trofeo di Hochsölden/Obergurgl (24-26 aprile), dove si classificò 1ª e 2ª nei due slalom giganti che componevano la competizione.
Nel 1960 si piazzò 3ª nella combinata delle SDS-Rennen (Grindelwald, 6-8 gennaio) e 2ª nello slalom gigante dell'Hahnenkamm (Kitzbühel, 15-17 gennaio); ai successivi VIII Giochi olimpici invernali di Squaw Valley 1960 (19-27 febbraio), sua unica presenza olimpica nonché esordio iridato, fu 8ª nella discesa libera e non concluse lo slalom gigante. Sul finire di quella stagione 1959-1960 si classificò 3ª nella discesa libera del trofeo Arlberg-Kandahar (Sestriere, 1-3 marzo).

### Stagioni 1961-1963
Nella stagione 1960-1961 si piazzò 2ª nella discesa libera e 3ª nella combinata del Criterium de la première neige (Val-d'Isère, 16-18 dicembre), 2ª nello slalom gigante delle SDS-Rennen (Grindelwald, 10-13 gennaio), 3ª nella discesa libera dell'Hahnenkamm (Kitzbühel, 20-21 gennaio) e vinse la discesa libera e la combinata delle Silberkrugrennen (Badgastein, 3-5 febbraio), la combinata del Grand Prix du Chamonix (Chamonix, 23-26 febbraio), dove fu anche 2ª nella discesa libera e lo slalom speciale e la combinata dell'Otto Furrer Memorial (Zermatt, 17-19 marzo), dove si classificò anche 3ª nella discesa libera e 2ª nel Gornergrat Derby.
Nel 1962 vinse la discesa libera delle Silberkrugrennen (Badgastein, 17-19 gennaio), si piazzò 3ª nello slalom speciale del Grand Prix Feminine (Saint-Gervais-les-Bains, 1-3 febbraio) e ai Mondiali di Chamonix 1962 (10-18 febbraio), sua ultima partecipazione iridata, vinse la medaglia d'argento nello slalom gigante, quella di bronzo nello slalom speciale e nella combinata e fu 10ª nella discesa libera; nel prosieguo della stagione si classificò 2ª nello slalom speciale dell'Arlberg-Kandahar (Sestriere, 9-11 marzo). Nel 1963 si piazzò 2ª nello slalom speciale e nella combinata di Oberstaufen (4-5 gennaio) e vinse la combinata e fu 2ª nella discesa libera e nello slalom speciale delle Goldschlüsselrennen (Schruns, 14-17 gennaio), ma subito dopo un infortunio determinò il suo ritiro dalle competizioni.

## Palmarès

### Mondiali
- 3 medaglie:
  - 1 argento (slalom gigante a Chamonix 1962)
  - 2 bronzi (slalom speciale, combinata a Chamonix 1962)

### Classiche
Arlberg-Kandahar
- 1 vittoria (discesa libera a Garmisch-Partenkirchen 1959)

Goldschlüsselrennen
- 1 vittoria (combinata a Schruns 1963)

Grand Prix du Chamonix
- 3 vittorie (discesa libera, combinata a Chamonix 1959; combinata a Chamonix 1961)

Grand Prix du Savoie
- 1 vittoria (slalom gigante a Courchevel/Méribel 1959)

Otto Furrer Memorial
- 4 vittorie (discesa libera, Gornergrat Derby a Zermatt 1958; slalom speciale, combinata a Zermatt 1961)

Silberkrugrennen
- - 3 vittorie (discesa libera, combinata a Badgastein 1961; discesa libera a Badgastein 1962)

### Campionati austriaci
- 8 medaglie[senza fonte]:
  - 4 ori (discesa libera, slalom speciale, combinata nel 1959; slalom gigante nel 1962)[24]
  - 2 argenti (slalom gigante, slalom speciale nel 1960)[senza fonte]
  - 2 bronzi (combinata nel 1960; discesa libera nel 1961)[senza fonte]